# مدرسة الدراسات العليا التجارية (القليعة)
مدرسة الدراسات التجارية العليا بالجزائر التي تعرف اختصارا باللاتينية ب EHEC هي مدرسة عليا جزائرية عامة للتعليم العالي، للتكوين في العلوم التجارية والمالية والإدارية، تم إنشاؤها عام 1970 في الجزائر العاصمة ومقرها حاليًا في القليعة بالجزائر تحمل اسم المجاهد بوعلام أوصديق.

## تاريخ المدرسة
تأسست سنة 1970 تحت اسم المعهد التكنولوجي للتجارة (ITC)، بمقر يقع في حي بن عكنون (11 شارع مختار دودو) وتحت وصاية وزارة التجارة الجزائرية.
في أغسطس 1983 ، تم تحويل المعهد التكنلوجي للتجارة إلى المعهد الوطني للتجارة (INC)، واستمر في العمل تحت الوصاية الإدارية لوزارة التجارة والإشراف البيداغوجي لوزارة التعليم العالي والبحث العلمي باعتباره معهد وطني للتعليم العالي.
في يوليو 2008، تم تحويل المعهد الوطني للتجارة إلى مدرسة عليا تحت اسم المدرسة الوطنية العليا للتجارة ولكن في أكتوبر 2009، تم تغيير الاسم إلى مدرسة الدراسات العليا التجارية، مع اختصار الاسم باللاتينية ب HEC ALger. في 8 ديسمبر 2009، اعتمدت المدرسة رسميًا شعار HEC Alger.
ابتداءا من سنة 2014، غيرت المدرسة مقرها نحو مجمع تعليمي جديد يقع في القليعة (ولاية تيبازة) بمعية ثلاث مدارس عليا أخرى (هي المدرسة العليا للتجارة، المدرسة الوطنية العليا للمناجمنت، والمدرسة الوطنية العليا للإحصاء والاقتصاد التطبيقي).
في عام 2017، وبمناسبة اليوم الوطني للمعرفة 16 أبريل، تم تسمية المدرسة باسم بوعلام أوصديق، الثائر والمقاتل في ثورة التحرير الجزائرية.

## مهام المدرسة
بموجب القرار التنفيذي رقم 08-223 الموافق ل 14 جويلية 2008، الذي حول المعهد الوطني للتجارة إلى مدرسة عليا خارج جامعة، تم تحديد مهام المدرسة كما يلي:
- ضمان التكوين العالي والبحث العلمي والتطوير التكنولوجي في مختلف ميادين التجارة.
- ضمان تكوين اطارات ذات مستوى عالي متخصصة في التجارة.

## كيفية القبول في المدرسة
القبول في المدرسة مفتوح لجميع حاملي شهادة البكالوريا، حيث يتم أولا القبول في المرحلة التحضيرية الأولى لمدة عامين، ثم بعد مسابقة وطنية، يتم إكمال التعليم عبر مرحلة ثانية مدتها ثلاث سنوات تؤدي إلى الحصول على دبلوم ماستر.
بداية من الموسم الجامعي 2015-2016 تم ادماج القسم التحضيري بالمدرسة فيما تم في سبتمبر 2014 توظيف أولى دفعات الدكتوراه نظام ل م د.

## التكوينات
بعد اجتياز امتحان القبول للمرحلة الثانية، تقدم المدرسة التكوينات التالية:
- ماستر في التسويق؛
- ماستر في التوزيع اللوجستيكي؛
- ماستر في المالية؛
- ماستر في العلاقات الدولية؛
- ماستر في تسيير الموارد البشرية؛
- ماستر في المناجمنت والمقاولاتية؛

## المختبرات العلمية للمدرسة
في عام 2011 تم إنشاء مختبريين للبحث العلمي بمقر المدرسة هما:
- مختبر التسويق وتكنولوجيا المعلومات والاتصالات (MARKETIC)
- مختبر الإدارة والأداء والابتكار (PERMANAN)

## مدراء المدرسة السابقون
قائمة المدراء السابقون للمدرسة تضم:
- السيد عويداد
- السيد موقراني
- السيد زروقي
- السيد عبد الكريم لكحل
- السيد رضا بصطانجي
- السيد كمال يعيش
- السيد محمد بوخالفة
- السيد عبد الجبار كباب
- السيد مسعود تفياني
- السيد عبد المجيد مصباح
- السيد فاروق صايم
- السيد محمد براق
- السيد رشيد عليوش
- السيد عبد السلام سعدي
- السيد هواري تيغرسي
- السيد ناصر دادي عدون
- السيد عثمان لخلف

## مذكرات ومراجع
1. ↑  "Institut national du commerce (INC) Grandes Ecoles Une autre façon de faire des études" (بالفرنسية). Archived from the original on 2017-10-03.
2. ↑  "hec baptisée au non de mouhadjahid boualem oussedik: un grand nom pour une grande école" (بالفرنسية). Archived from the original on 2022-02-10.
3. 1 2 3 4  "من نحن ؟". مؤرشف من الأصل في 2022-02-10. اطلع عليه بتاريخ 2022-02-13.

## روابط خارجية
موقع المدرسة الرسمي